# Stanisław Ligoń

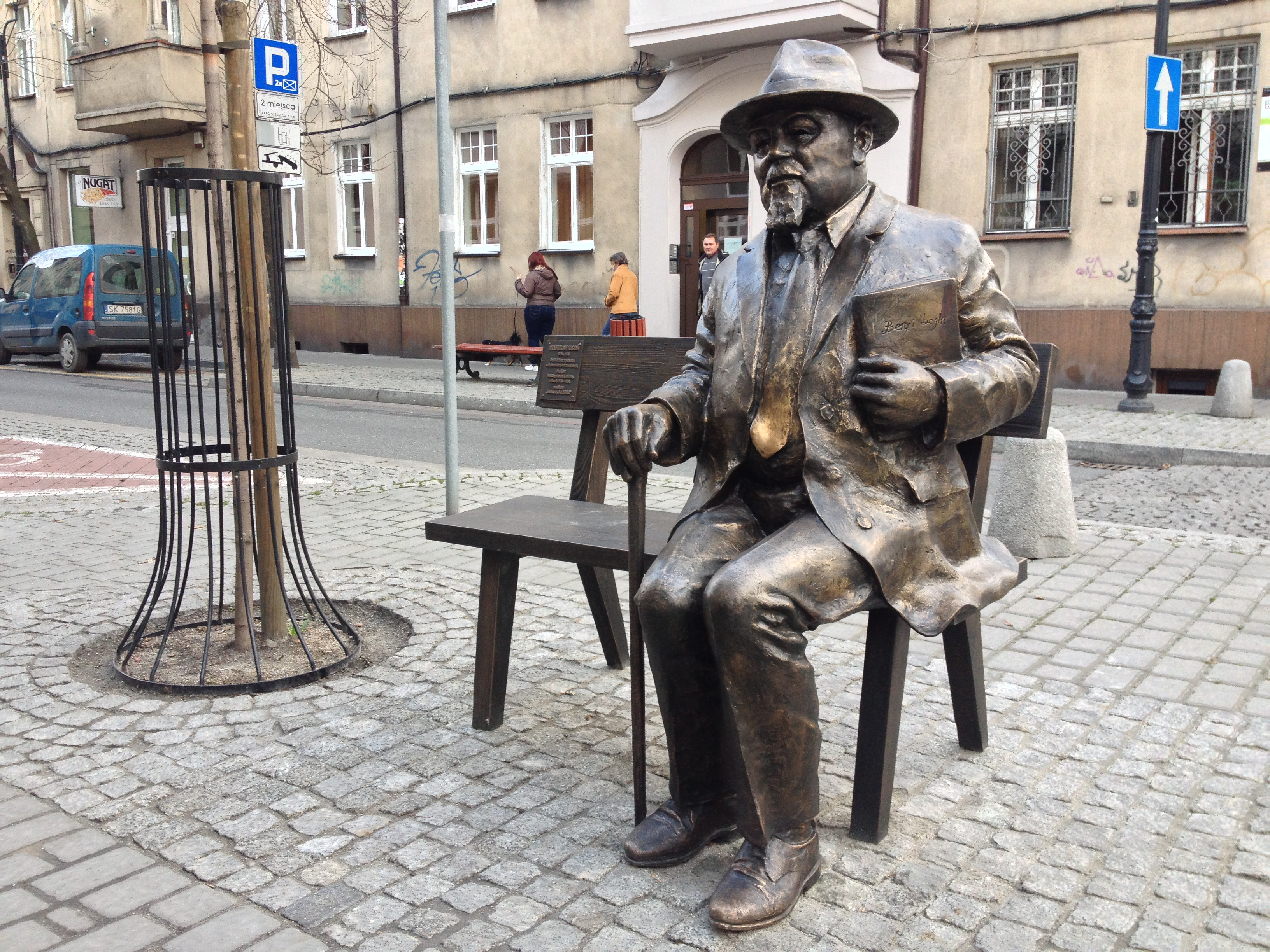
Rzeźba Stanisława Ligonia przed budynkiem Polskiego Radia w Katowicach

Stanisław Ligoń, ps. Karlik z Kocyndra (ur. 27 lipca 1879 w Królewskiej Hucie, zm. 17 marca 1954 w Katowicach) – polski pisarz, malarz, ilustrator, działacz kulturalny i narodowy, reżyser, aktor. 

## Życiorys
Potomek rodu Ligoniów, którego protoplastą był poeta górnośląski Juliusz Ligoń. Urodził się w rodzinie maszynisty kopalnianego, działacza i poety – Jana Ligonia i Reginy z Podstawów. Ojciec i dziadek Stanisława Ligonia dobrze zapisali się w historii Górnego Śląska pracą literacką i rozwojem patriotycznych tradycji.
Po ukończeniu szkoły podstawowej, pracował jako goniec w księgarni, a następnie w zakładzie malarskim. W późniejszym okresie uczęszczał do krakowskiej szkoły artystyczno-przemysłowej, a w roku 1900 rozpoczął studia malarskie w Berlinie, połączone z pracą kulturalno-społeczną wśród Polonii. Poznał wówczas m.in. działaczy politycznych – redaktora „Gazety Robotniczej” Franciszka Morawskiego z PPS, Stanisława Wojciechowskiego, Emila Caspariego, a także pisarzy i artystów, m.in. Stanisława Przybyszewskiego, Stanisława Wierusz-Kowalskiego.
Po powrocie na Górny Śląsk w latach 1904–1911 pracował jako malarz-ilustrator m.in. ilustrował książki wydawnictwa Karola Miarki w Mikołowie. Zbliżył się do ruchu teatrów amatorskich. Reżyserował, grał, projektował dekoracje, organizował wieczory artystyczne. W 1911 roku przeniósł się do Krakowa na dalsze studia na Akademii Sztuk Pięknych, gdzie był uczniem m.in. Jacka Malczewskiego oraz Józefa Mehoffera.
W latach 1914–1917 Stanisław Ligoń przebywał w Truskolasach. Namalował polichromię w kościele św. Mikołaja. Założył także polską szkołę, w której nauczał razem z żoną Wandą. W „Domu Ludowym” zorganizował bibliotekę i salę teatralną. Założył amatorski zespół teatralny. Pisał sztuki, przygotowywał je jako reżyser i scenograf, sam grał po kilka ról w jednym przedstawieniu. W 1917 roku został wcielony do niemieckiego wojska i skierowany do Flandrii.
Po wojnie pisał i rysował w polityczno-satyrycznym piśmie „Kocynder”, używając pseudonimu Karlik. W 1921 roku pracował w Wydziale Prasowym Polskiego Komisariatu Plebiscytowego w Bytomiu. Po podziale Górnego Śląska Ligoń przeniósł się do Katowic i w latach 1923–1928 był nauczycielem rysunku w gimnazjum im. Adama Mickiewicza. Jednocześnie współpracował jako scenograf z Teatrem w Katowicach i w tym okresie napisał głośne widowisko regionalne Wesele na Górnym Śląsku. Jako kierownik Związku Śląskich Teatrów Ludowych zorganizował wojewódzką kostiumernię i bibliotekę teatralną, otoczył opieką terenowe sceny teatralne, teatry lalkowe.
Stanisław Ligoń był prezesem Związku Zawodowego Artystów Plastyków w Katowicach, działał w Radzie Muzealniczej przy tworzącym się Muzeum Śląskim.
Był aktywnym radiowcem. Po raz pierwszy stanął przed mikrofonem 25 grudnia 1927 roku. Prowadził stałe audycje: Bery i bojki, Przy sobocie po robocie, Co niedziela u Karlika brzmi pieśniczka, gro kapela. Kontynuacją tych audycji w latach 50. była Radiowa czelodka. Posługiwał się spolszczoną „godką” górnośląską. Od stycznia 1934 aż do wybuchu II wojny światowej był dyrektorem katowickiej rozgłośni Polskiego Radia. Koncentrował się na audycjach regionalnych i satyryczno-politycznych skierowanych przeciwko hitlerowskiej propagandzie. Sporą popularność przyniósł mu m.in. cykl, prezentujących śląski folklor, antyhitlerowskich audycji słowno-muzycznych „Przy żeleźnioku”, „U Karlika gro muzyka”.
W wyborach parlamentarnych w 1935 roku został wybrany, z listy Bezpartyjnego Bloku Współpracy z Rządem, posłem na Sejm IV kadencji (1935–1938) 53461 głosami z okręgu nr 69, obejmującego powiat katowicki. W kadencji tej pracował w komisji oświatowej.
1 września 1939 roku wyjechał do Warszawy, stamtąd do Lublina, później na Węgry, następnie do Jugosławii, gdzie do 1941 pracował w Komitecie ds. Uchodźców Polskich. Przez Cypr i Turcję dotarł do Palestyny i zamieszkał w Jerozolimie. Zajmował się tam działalnością malarską i literacką, m.in. wydał skróconą edycję „Berów i bojek” oraz szkice Śląska Ojczyzna. Był m.in. członkiem delegatury Rządu RP na uchodźstwie ds. opieki nad wychodźcami. Pisał, prowadził audycje radiowe.
Po wojnie, we wrześniu 1946 powrócił do pracy w Radiu Katowice. Zorganizował „Czelodkę Radiową”, z którą występował m.in. w audycjach „U Karliczka brzmi pieśniczka” oraz „Przy sobocie po robocie”.
Od 1949 członek Związku Literatów Polskich.
Zmarł w Stalinogrodzie (obecnie Katowice) 17 marca 1954 roku. Jego pogrzeb stał się manifestacją dziesiątków tysięcy mieszkańców Górnego Śląska. Został pochowany na Cmentarzu przy ul. Sienkiewicza w Katowicach.

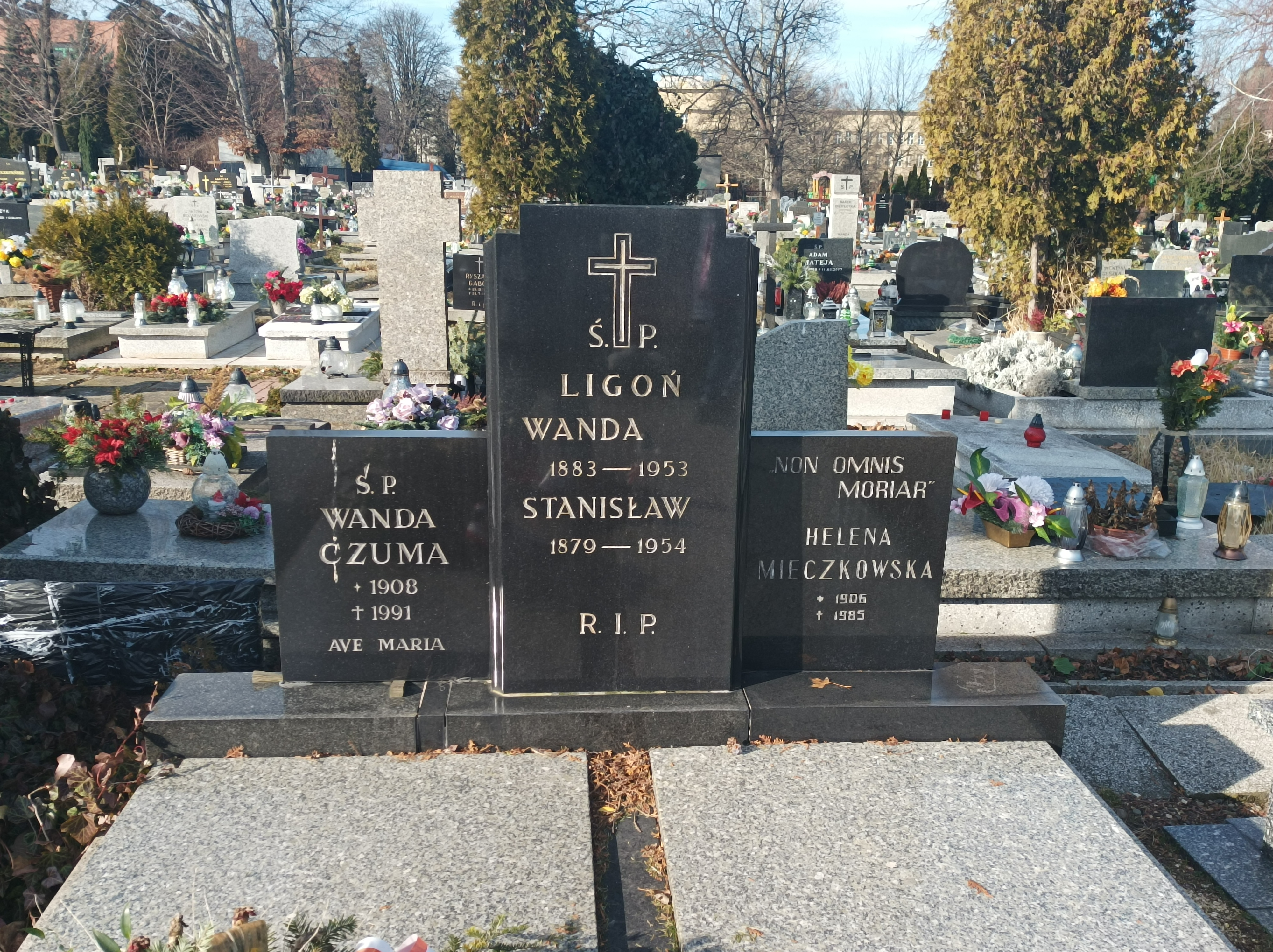
Grób Stanisława Ligonia na cmentarzu przy ul. Sienkiewicza w Katowicach

W 1957 roku „Bery i bojki śląskie” doczekały się wydania książkowego.

## Publikacje
- Bery i bojki śląskie (wiele wydań, m.in. Wydawnictwo Śląsk, Katowice 1970).
- Wesele na Górnym Śląsku. Widowisko ludowe w 4 obrazach, 5 odsłonach ze śpiewami i tańcami, Katowice 1934, Nakł. Sekcji Teatrów Ludowych Tow. Przyjaciół Teatru Polskiego.

## Ordery i odznaczenia
- Krzyż Kawalerski Orderu Odrodzenia Polski (9 listopada 1931)[6]
- Medal Niepodległości (9 listopada 1931)[7]
- Srebrny Krzyż Zasługi (28 czerwca 1928)[8]
- Krzyż na Śląskiej Wstędze Waleczności i Zasługi
- Srebrny Wawrzyn Akademicki (4 listopada 1937)[9]

## Upamiętnienie
- W 1977 Stanisław Ligoń stał się patronem Radia Katowice[10].
- Od 1983 Nagroda im. Stanisława Ligonia nadawana jest przez Radio Katowice osobom zasłużonym w takich dziedzinach, jak kultura, działalność społeczna, twórczość radiowa i działalność polityczna[11].
- Patron Szkoły Podstawowej nr 33 w Katowicach[12].
- Patron Szkoły Podstawowej nr 17 w Żorach[13].